# Делеклюз, Этьен-Жан
Этьен-Жан Делеклюз (фр. Étienne-Jean Delécluze; французское произношение: [etjɛn ʒɑ̃ dəleklyz]) (26 февраля 1781, Париж — 12 июля 1863, Версаль) — французский художник, академический художественный критик, мемуарист.

## Биография
Этьен-Жан был сыном архитектора Жана-Батиста Делеклюза и дядей по материнской линии знаменитого историка архитектуры Эжена Виолле-ле-Дюка, некоторое время отвечал за его образование. С 1797 года, в возрасте шестнадцати лет, Этьен-Жан был учеником живописца Жака Луи Давида. Будучи одним из его любимых учеников, в 1816 году Делеклюз был приглашён на последний обед Давида во Франции перед отъездом в Брюссель.
Книга Делеклюза «Луи Давид, его школа и его времена» (Louis David, son école et son temps) описывающая жизнь художника и его школу, вышедшая в 1855 году, до сих пор считается надёжной справочной работой. Однако она была политически противоречивой, и автору пришлось переписать её, чтобы сохранить свою репутацию.
В качестве живописца Этьен-Жан Делеклюз с некоторым успехом с 1808 по 1814 год демонстрировал свои работы в Парижском салоне, но вскоре отказался от художественных амбиций и посвятил себя изучению истории эпохи Возрождения, театральной и художественной критике. Отвечая за критику произведений искусства во Французском лицее (Lycée Français), он затем перешёл в «Moniteur Universel», а оттуда, в 1822 году, в «Journal des Débats Politiques et Littéraires», которым руководили братья Бертен и в котором он состоял сотрудником более сорок лет.
Помимо этих публикаций, на протяжении десятилетий он также публиковал статьи в журналах «Артист», «Газета изящных искусств», «Ревю де де монд», «Ревю Франсез» и «Ревю де Париж». С 1822 года он работал критиком в альманахе «Journal des débats». Он был одним из двадцати шести постоянных членов Исторического комитета искусств и памятников (Comité historique des arts et monuments), созданного в 1840 году под эгидой министра внутренних дел Франсуа Гизо.
Посещая салон Жюльетты Рекамье, он познакомился со всеми представителями парижских литературных кругов, в том числе с Оноре де Бальзаком. Об этом он сообщает в «Воспоминаниях о шестидесятых годах» (Souvenirs de soixante années).
В 1838 году Этьен-Жан Делеклюз был удостоен звания кавалера ордена Почётного легиона.